# 高山市立日枝中学校
高山市立日枝中学校 （たかやましりつ ひえちゅうがっこう）は、岐阜県高山市にある公立中学校。
山王小学校、花里小学校、江名子小学校などの児童が進学する。

## 沿革
- 1947年（昭和22年）4月 - 高山市立第一中学校として開校。本校は高山市片野町605[注釈 1]の第一小学校の校舎の一部を使用。高山市花里町1丁目54の高山高等女学校[注釈 2]に第一分校、高山市堀端町94の旧・青年学校校舎[注釈 3]に第二分校を設置。
- 1948年（昭和23年）4月 - 現在地に新築移転。第一分校、第二分校を廃止。
- 1958年（昭和33年） - 高山赤十字病院内に養護学級を開設。
- 1961年（昭和36年）4月 - 高山市立日枝中学校に改称する。
- 1987年（昭和62年） - 現在の屋内運動場が完成。
- 1988年（昭和63年） - 新校舎（鉄筋コンクリート造4階建）が完成。

## 交通アクセス
- 高山本線高山駅より徒歩約25分。

## 不祥事

### 部活動での事故、暴言
2019年3月、剣道部の顧問の男性教師が稽古中、男子生徒に鼓膜に傷がつくケガをさせた上、後日「もう片方も聞こえないようにしてやるぞ」などと暴言を浴びせたことが報道された。
男性教師は男子生徒のケガについて校長に報告せず、他にも「ばか」「あほ」など暴言を繰り返していた。市教委は外部からの指摘で一連の事案を把握したと発表した。